# Impactos da pandemia de COVID-19 na aviação

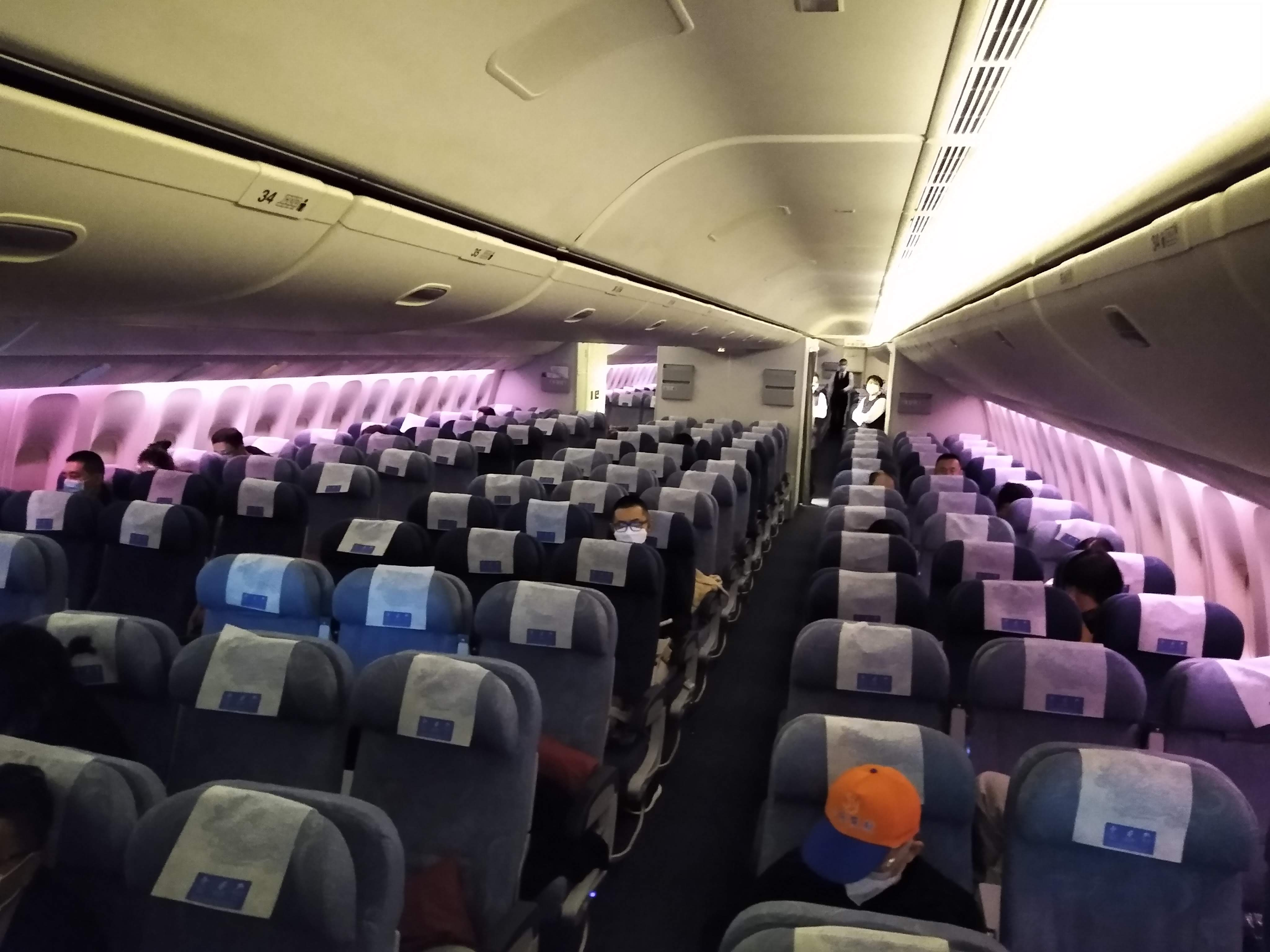
Um voo quase vazio de Pequim a Los Angeles em março de 2020.

A pandemia de COVID-19 teve um impacto significativo no setor da aviação devido às restrições de viagem, bem como a queda na demanda entre os viajantes. Reduções significativas no número de passageiros resultaram em aviões vazios nos aeroportos e no cancelamento de voos.

## Carga aérea
Como os voos de passageiros foram cancelados, o custo do envio de carga por via aérea mudou rapidamente. O custo do envio de carga pelo Oceano Pacífico triplicou no final de março.
A capacidade de carga ajustada caiu 4,4% em fevereiro, enquanto a demanda de carga aérea também caiu 9,1%, mas a quase interrupção no tráfego de passageiros reduziu a capacidade ainda mais, pois metade da carga aérea global é transportada nos compartimentos inferiores dos jatos de passageiros. As taxas de frete aéreo aumentaram como consequência, de US$ 0,80 por kg para cargas transatlânticas para US$ 2,50-4 por kg, atraindo as companhias aéreas de passageiros a operar voos apenas com carga, enquanto as companhias aéreas de carga colocam novamente em serviço aeronaves armazenadas que consomem combustível, ajudadas pela queda nos preços do petróleo.

## Por setor

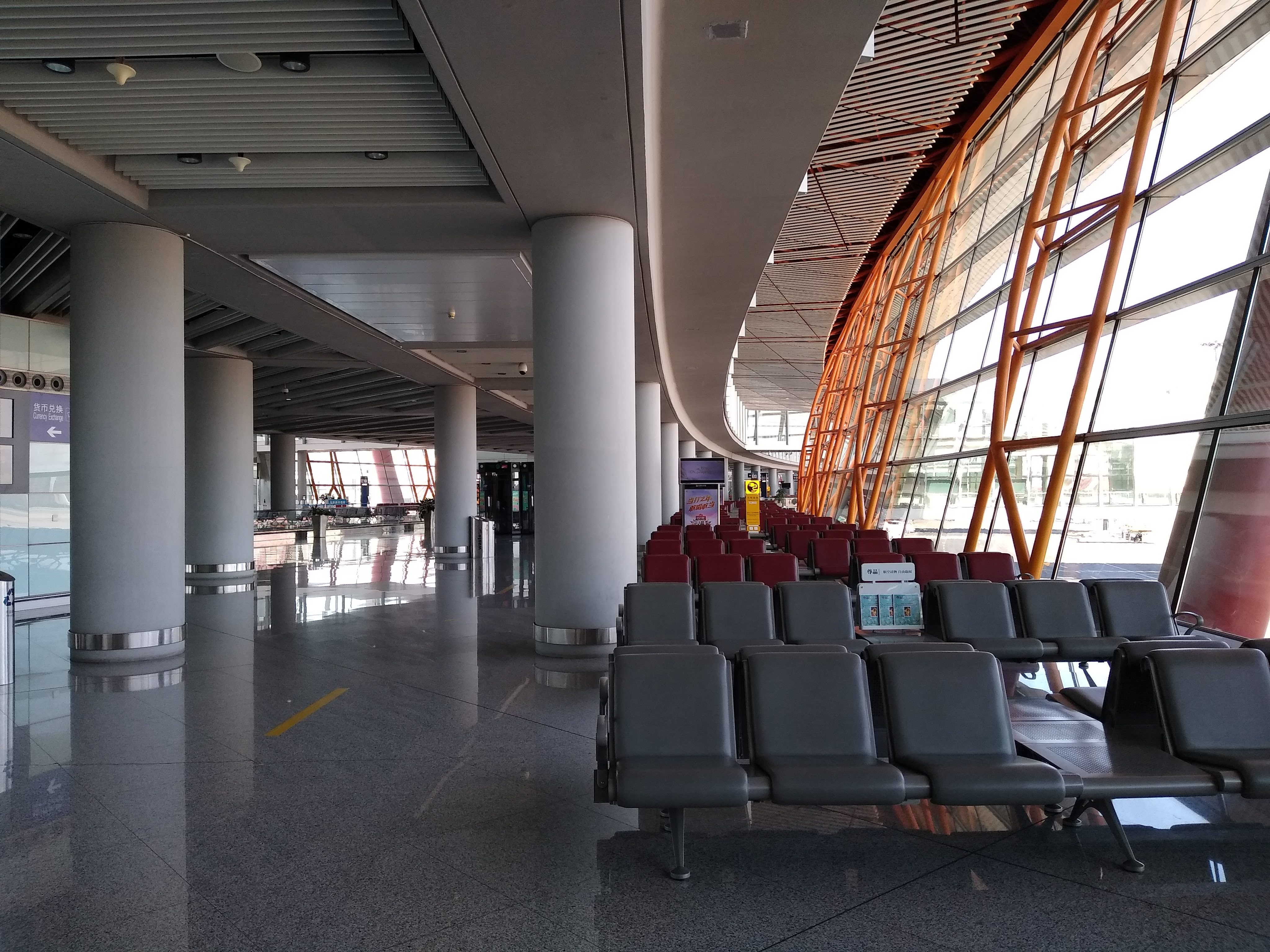
Nenhum passageiro é visto na área de embarque de voos internacionais no Aeroporto Internacional de Pequim-Capital.

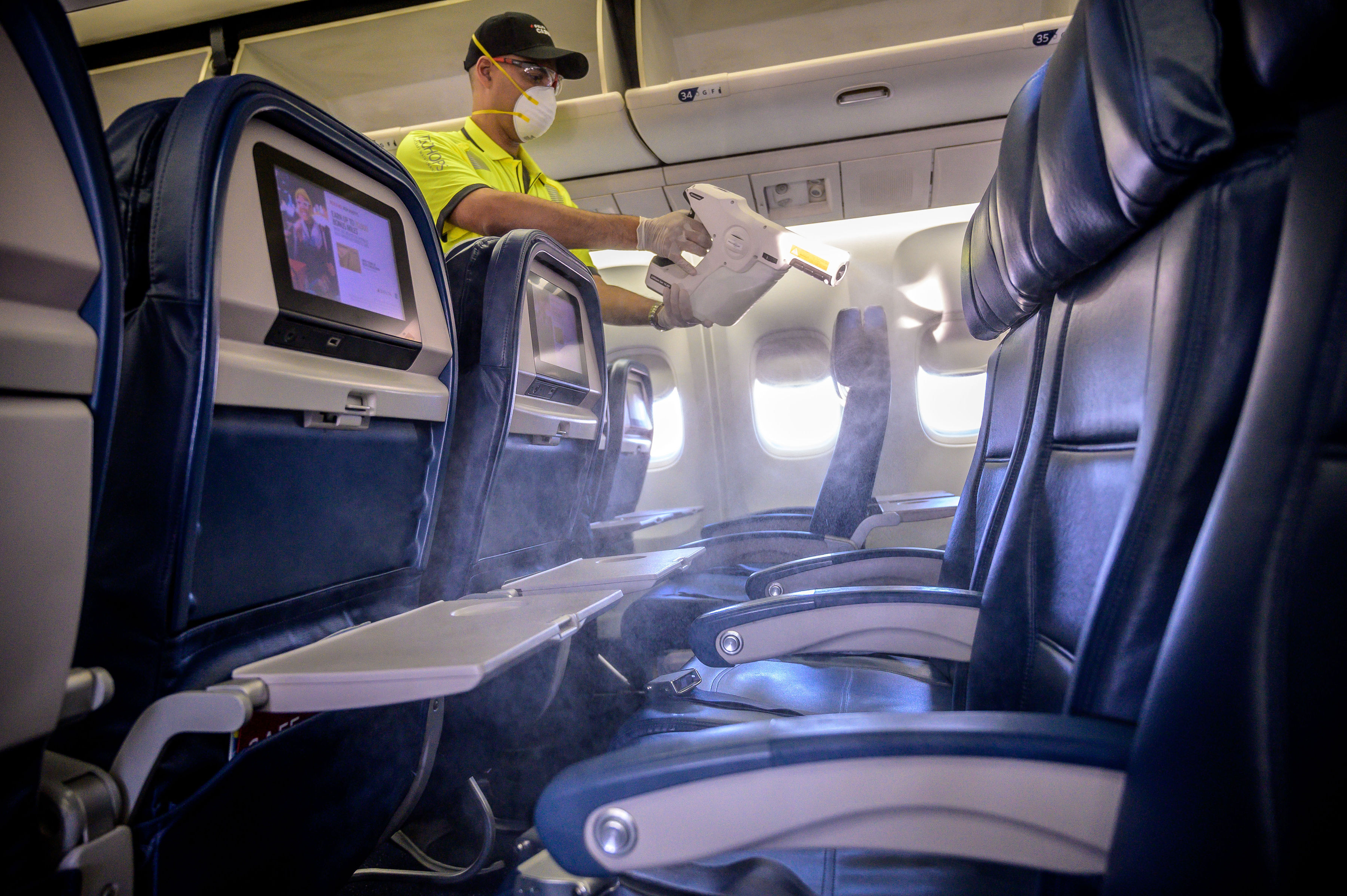
Um empregado desinfetando um Boeing 757 da Delta Air Lines.

Em 5 de março de 2020, a Associação Internacional de Transportes Aéreos estimou que o setor de aviação poderia perder entre US$ 63 a 113 bilhões de receitas devido ao número reduzido de passageiros. A IATA havia anteriormente estimado perdas de receita de cerca de US$ 30 bilhões duas semanas antes da estimativa de 5 de março. Em 17 de março, a IATA havia declarado que sua estimativa de 5 de março estava "desatualizada" e que as companhias aéreas precisariam de US$ 200 bilhões em resgates para sobreviver à crise. A IATA revisou ainda mais sua estimativa de perda de receita em 24 de março para US$ 252 bilhões em todo o mundo, uma queda de 44%.
Oliver Wyman relatou que as companhias aéreas asiáticas reduziram suas milhas de assentos disponíveis em 23% em março de 2020. Na Europa, espera-se que o impacto do surto acelere a consolidação corporativa no setor das companhias aéreas. Segundo a consultoria CAPA Center for Aviation, a maioria das companhias aéreas estaria em falência até o final de maio de 2020.
A demanda de viagens aéreas aumentou 2,4% em relação ao ano anterior em janeiro de 2020, a menor desde as erupções do Eyjafjallajökull em 2010, embora as interrupções de viagens devido ao coronavírus só tenham começado no final de janeiro. Apesar da falta de passageiros, os regulamentos relativos às faixas horárias de voo obrigaram inicialmente as companhias aéreas britânicas a voar de avião vazio para os aeroportos europeus, a fim de evitar a perda de faixas horárias. Apesar da queda nos preços dos combustíveis (devido a uma guerra de preços petrolífera Rússia-Arábia Saudita) em cerca de um quarto, não foi possível compensar a queda na demanda. O Google Trends indica que os departamentos de atendimento ao cliente de companhias aéreas receberam o maior aumento nas pesquisas on-line entre fevereiro e março de 2020 do que qualquer outro departamento de atendimento ao cliente durante esse período.

### Companhias aéreas
- A Air Canada anunciou uma demissão temporária de 5.100 funcionários, suspendendo a maioria de seus voos internacionais.[15]
- O presidente da Air France-KLM, Benjamin Smith, declarou em uma gravação em vídeo para a equipe que a situação era "sem precedentes". O Financial Times informou que o governo francês estava explorando maneiras de fornecer dinheiro à companhia aérea.[16]
- A Air New Zealand cortou sua capacidade de longo curso em 85% e suspendeu várias rotas de longo curso. A capacidade de rotas domésticas foi reduzida em 30% e a empresa parou de voar.[17]
- O processo de venda da Alitalia, da Itália, foi acelerado, com o governo italiano cortando o prazo para os investidores interessados enviarem ofertas de 31 de maio a 18 de março.[18] Entre as semanas de 2 e 9 de março, quando o governo italiano anunciou uma quarentena nacional, a capacidade da Alitalia em voos internacionais caiu 22%.[19]
- Em março de 2020, a American Airlines reduziu os voos internacionais em 10% (55% para as rotas trans-pacíficas) e os domésticos em 7,5%.[20]
- O CEO da British Airways, Álex Cruz, informou à equipe que a BA estava enfrentando uma crise pior que as consequências do surto da SARS ou dos ataques de 11 de setembro e escreveu que "empregos seriam perdidos, talvez a curto prazo, talvez a longo prazo".[21]
- A Cathay Pacific cancelou três quartos de seus voos em março de 2020, em comparação com as expectativas iniciais de 40%.[22] A companhia aérea cancelou 96% dos voos de passageiros em abril e maio, mas continuou voando alguns aviões de passageiros vazios para transportar carga.[23]
- A Delta Air Lines anunciou em março de 2020 que reduziria os voos internacionais em 20 a 25% e os voos domésticos em 10 a 15%. Também congelou novas contratações e suspendeu as recompras de ações.[20] A companhia aérea em março registrou uma queda de 25% nas reservas e o CEO Ed Bastian observou que o impacto na demanda de passageiros foi semelhante ao impacto dos ataques de 11 de setembro nas viagens aéreas.[24]
- Em 23 de março, a Emirates anunciou que está interrompido todos os voos de passageiros desde 25 de março de 2020.
- Em março de 2020, a Finnair anunciou o início de negociações sobre demissões de curto prazo para todos os seus funcionários.[25] Em 10 de março, 3.800 dos seus voos foram cancelados em 2020 e a Finnair anunciou que reduziria os voos para destinos europeus em 20%.[26] Até 16 de março, a Finnair seguiu com um anúncio para reduzir sua capacidade de voo em 90% a partir de 1° de abril.[27]
- A companhia aérea britânica Flybe, que já estava com dificuldades financeiras antes do surto de vírus, entrou na falência em 5 de março de 2020, devido aos efeitos do coronavírus.
- O International Airlines Group (incluindo British Airways, Iberia e Aer Lingus) anunciou uma redução de 75% na capacidade de passageiros por dois meses em meados de março de 2020. O CEO Willie Walsh observou que "não havia garantia de que muitas companhias aéreas europeias sobreviveriam".[28]
- A JetBlue Airways está reduzindo sua capacidade em 5% e afirma que a queda na demanda é pior do que após os ataques de 11 de setembro.[29]
- A Korean Air cortou quatro quintos de sua capacidade internacional.[3]
- A Norwegian Air cancelou 85% de seus voos e demitiu temporariamente 90% de seus funcionários.[30]
- A Philippine Airlines cancelou 69 voos semanais para a China e 17 voos semanais para a Coreia do Sul, enquanto que explora novas rotas para a Austrália, Malásia e Indonésia para substituir as receitas perdidas.[31]
- A Qantas reduziu a capacidade em suas rotas internacionais em cerca de 25% e aterrou oito de suas dez aeronaves Airbus A380.[4]
- A Ryanair enviou um memorando interno informando à equipe que pode exigir que eles tirem férias não remuneradas devido a alterações no agendamento de voos.[21]
- A Spirit Airlines deverá reduzir as tarifas em até 70% e reduzir a capacidade de abril de 2020 em cerca de 5%.[32]
- A Turkish Airlines suspendeu temporariamente todos os voos internacionais a partir de 27 de março de 2020. Em 30 de março de 2020, voos domésticos para Adana, Ancara, Antália, Diarbaquir, Erzurum, Gaziantepe, Istambul, Izmir, Caiseri, Cônia, Malátia, Samessum, Trebizonda e Vã são operados de forma limitada. Todos os outros voos domésticos estão suspensos temporariamente.
- A Nepal Airlines, transportadora de bandeira do Nepal, cancelou todos os voos domésticos e internacionais até 20 de março. A restrição de viagem internacional da companhia aérea foi implementada antes da restrição doméstica. O governo indicou que as companhias aéreas estrangeiras podem realizar voos de evacuação a qualquer momento, apesar das restrições de viagens aéreas.
- A United Airlines anunciou que reduziria a capacidade de voo doméstico em 10% e a capacidade de voo internacional em 20% em abril de 2020. Também garantiu US$ 2 bilhões em empréstimos para garantir suas reservas de caixa.[20] A United declarou mais tarde, em 15 de março de 2020, que cortaria 50% de sua capacidade de voo em abril e maio de 2020.[33]
- A WestJet reduziu 6.900 de seus 14.000 funcionários (incluindo aposentadoria antecipada, demissões temporárias e permanentes, licenças e demissões) e aterrou pelo menos 120 aviões. Todos os voos internacionais foram cancelados por um mês.[34]
- Em 19 de maio de 2020, a TAME, uma empresa aérea de propriedade do governo equatoriano, cessou operações e entrou em liquidação.[35][36]

### Fabricantes de aeronaves
- A Airbus reduziu sua produção de asas em fábricas em Broughton, Filton e Bremen e reduziu o horário de trabalho nas instalações. Suas instalações na França e na Espanha suspenderam a produção por vários dias antes de uma retomada parcial em 23 de março.[37]
- A Boeing congelou a contratação e demitiu funcionários devido a um grande número de cancelamentos, que superou novos pedidos em fevereiro de 2020.[38] Em 11 de março, foi revelado que a Boeing deveria exercer todo o seu empréstimo de US$ 13,8 bilhões (que garantiu em fevereiro). Antes da pandemia, os negócios da Boeing haviam sido impactados pelo aterramento de suas aeronaves 737 MAX.[39]
- A Bombardier anunciou em 26 de março de 2020, a suspensão da maior parte da produção canadense em Ontário por 2 semanas, e Quebec até 13 de abril, além de interromper a produção na Irlanda do Norte. 12.400 funcionários da Bombardier no Canadá (70% da força de trabalho) foram beneficiados.[40]
- A Embraer informou o adiamento de pedidos de suas aeronaves comerciais.[41] Também suspendeu suas orientações financeiras para 2020.[42]

## Por país
- China: Cerca de dois terços dos vôos internacionais de e para a China foram cancelados em fevereiro de 2020. Os vôos entre o Japão e a China tiveram uma redução de 60% no tráfego, enquanto os EUA e a China tiveram uma redução de 86%.[43] Dois terços dos voos domésticos na China foram igualmente cancelados, numerando cerca de 10.000 voos diários, enquanto os preços dos bilhetes restantes caíram. O South China Morning Post relatou que um assento para um voo de três horas entre Xangai e Chongqing custava apenas 29 yuans (4,1 dólares). O tráfego de passageiros entre 25 de janeiro e 14 de fevereiro caiu 75% em comparação com o mesmo período de 2019.[44] Desde 23 de março de 2020, todos os voos internacionais de passageiros com destino a Pequim são desviados para doze primeiros pontos de entrada designados, sob a Administração da Aviação Civil da China (CAAC).[45] A partir de 29 de março, todos os voos internacionais de e para a China serão reduzidos, obtendo um limite de voos.[46]
- Itália: Devido ao surto e à quarentena nacional que se seguiu, milhares de voos de e para a Itália foram cancelados.[47]
- Nepal: Desde março de 2020, a fim de impedir a importação e a propagação da infecção por coronavírus, todas as aeronaves, inclusive nacionais e internacionais, foram proibidas de chegar ao Nepal.
- Turquemenistão: Desde março de 2020, a fim de impedir a importação e a propagação da infecção por coronavírus, todas as aeronaves que chegam ao Turcomenistão do exterior são redirecionadas para o Aeroporto Internacional de Turkmenabat.[48] Os passageiros que chegam de fora do Turquemenistão são transportados para rastreamento de sinais de infecção ativa, em particular, a temperatura corporal é medida. Os visitantes que são sinalizados durante a triagem são transportados para um hospital alocado. O centro médico do aeroporto está equipado com equipamentos de proteção individual. Depois de passar no exame médico, o avião, junto com os passageiros a bordo, parte para Ashgabat. As partidas do Turquemenistão são realizadas no Aeroporto Internacional de Asgabate. Pessoas autorizadas exclusivamente para fins diplomáticos, oficiais e humanitários podem entrar no território do Turquemenistão.[49]
- Estados Unidos: Várias companhias aéreas renunciaram às taxas por alterações e cancelamentos de reservas de voos durante o surto de coronavírus após uma solicitação do senador Richard Blumenthal.[50] Entre 20 de janeiro e 7 de março de 2020, os preços das ações nas companhias aéreas dos EUA diminuíram 30%.[51] As tarifas de voos para voos domésticos também caíram.[52] Em 25 de março, o Senado dos Estados Unidos provou um projeto de lei que alocaria 58 bilhões de dólares em empréstimos e garantias a empresas relacionadas à aviação, incluindo US$ 25 bilhões para transportadoras de passageiros e US$ 4 bilhões para transportadoras de carga, além de US$ 17 bilhões para empresas "essenciais para manter a segurança nacional ", como a Boeing. As companhias aéreas que aceitassem o pacote seriam impedidas de aumentar os salários dos executivos, emitir dividendos ou recomprar ações durante o período do auxílio.[53]
- Hong Kong: As chegadas em fevereiro de 2020 caíram mais de 96% em comparação com fevereiro de 2019.[54]
- Filipinas: A Autoridade Nacional de Desenvolvimento Econômico e Desenvolvimento projeta uma perda de pelo menos 1,2 milhão de chegadas de turistas, assumindo que a pandemia persista até junho de 2020.[55]
- Tailândia: As chegadas em fevereiro de 2020 caíram 44,3%.[56]
- Sri Lanka: As chegadas em fevereiro de 2020 caíram 17,7%.[57]
- Japão: As chegadas em fevereiro de 2020 caíram 58,3%.[58]

## Controles de perigo
De acordo com Centros de Controle e Prevenção de Doenças, se uma pessoa ficar doente em um avião, os controles de risco adequados para proteger os trabalhadores e outros passageiros incluem separar a pessoa doente de outras pessoas a uma distância de 6 pés, designando um membro da tripulação para servir os passageiros. doente e oferecendo uma máscara cirúrgica ao doente ou pedindo que o doente cubra a boca e o nariz com lenços quando tossir ou espirrar. A tripulação da cabine deve usar luvas descartáveis ao atender um viajante doente ou tocar em fluidos corporais ou superfícies potencialmente contaminadas e possivelmente equipamento de proteção individual adicional se o viajante doente tiver febre, tosse persistente ou dificuldade em respirar. Luvas e outros itens descartáveis devem ser descartados em um saco de risco biológico e as superfícies contaminadas devem ser limpas e desinfetadas posteriormente.